# Bonaventura Angeli
Pour les articles homonymes, voir Angeli.
Bonaventura Angeli (1525-1590) est un historien italien.

## Biographie
Bonaventura Angeli naquit à Ferrare, et fleurit dans le 16e siècle. Il était savant jurisconsulte, et fut d’abord chargé des affaires des ducs de Ferrare, qu’il conduisit avec beaucoup d’adresse et d’habileté. Il alla ensuite s’établir à Parme, dont il écrivit l’histoire. David Clément, dans sa Bibliothèque curieuse, etc., t. 1, p. 325, dit qu’Angéli, ayant projet de décrire tous les fleuves de l’Italie, avec les pays, les montagnes, les villes et les châteaux situés sur leurs bords, et de corriger les erreurs de Ptolémée, de Pline et des géographes modernes, fit plusieurs voyages pour observer les différentes positions des lieux ; qu’arrivé à Parme, on le pria de joindre l’histoire de la ville à celle de la rivière due ce nom ; qu’il s’y arrêta, et que, le libraire Erasmo Viotti lui ayant offert son magasin de livres. il l’acepta, se mit a écrire l’Histoire de Parme, et, l’ayant terminée en six mois, la fit imprimer chez ce même libraire. Elle ne parut cependant qu’en 1591, quinze ans après la mort de l’auteur, s’il est vrai qu’il mourut en 1576, comme l’assure Baruffaldi dans son supplément à l’histoire de l’université de Ferrare, et, d’après lui, Mazzuchelli, gli Scrittori d’ItaIia, t. 1, part. 2. Son ouvrage est intitulé : Historia della Città di Parma e descrizione del fiume Parma, lib. 8, Parma, Erasmo Vlotti, 1591, in-4°. Chacun de ces huit livres est dédié à quelqu’un des principaux seigneurs de l’État de Parme, et, dans chacune de ces dédicaces, l’auteur fait l’histoire généalogique de celui à qui elle est adressée. Les exemplaires de cette histoire sont assez rares, ceux surtout où certains passages sur Pierre-Louis Farnèse ne sont pas supprimés. Selon Clément, l’ouvrage est très-recherché en Hollande, parce qu’il n’a pas été inséré dans le Trésor des antiquités d’Italie. On avait publié, l’année précédente, cet autre ouvrage d’Angeli, qu’il faut joindre à son histoire : Descrizione di Parma, suoi Flumi, e largo territorio, Parma, Fr. Vittorio, 1590. Parmi quelques écrits que le même auteur avait publiés à Ferrare, on distingue : 1° la Vita di Lodovico Cati, gentiluomo Ferrarese, etc., 1554 : ce Cati était un docteur en droit, ministre des ducs de Ferrare ; 2° de non sepeliendis Mortuis ; 3° Gli elogi eroi Estensi ; 4° Discorso intorno l’origine de cardinali, 1565.